# Peregrinus iocasta
Peregrinus iocasta är en insektsart som beskrevs av Ronald Gordon Fennah 1958. Peregrinus iocasta ingår i släktet Peregrinus och familjen sporrstritar. Inga underarter finns listade i Catalogue of Life.